# ICE 1
ICE 1 — первый немецкий скоростной электропоезд семейства Intercity-Express. В 1991 году он начал обращение по железным дорогам Германии с максимальной скоростью 280 км/ч.
Поезд состоит из двух головных моторных (BR 401), и 12-14 прицепных вагонов (BR 801—804). Иногда в их состав включаются вагоны от ICE 2 (вагоны ICE 1 и ICE 2 совместимы между собой).
Один из 60 построенных поездов был уничтожен в результате крушении под Эшеде. Остальные поезда в период с 2005 по 2008 год прошли ремонт с продлением срока службы, что позволило им остаться в работе ещё 10-15 лет.

## Конструкция
Составы формируются из двух головных моторных вагонов и 12 (до 2008 года - от 9 до 14) промежуточных прицепных вагонов.
Поезда 12-вагонной составности включают в себя 4 вагона первого класса (вагоны 9, 11, 12, 14), один вагон-ресторан (8) и семь вагонов второго класса (1-7). Курение запрещено во всём поезде. Вагоны 1, 3, 9, 11, 14 оборудованы ретрансляторами сотовой связи.
Длина 12-вагонного состава составляет 358 метров.